# 河南省洛阳市中级人民法院
河南省洛阳市中级人民法院是中华人民共和国河南省设立在洛阳市的中级人民法院。

## 沿革
该院前身是成立于1948年9月6日的中原豫西洛阳市人民法院，王子俊任院长。1949年9月，该院改为洛阳市人民政府司法科。1951年9月《中华人民共和国人民法院暂行组织条例》颁布后，该院改为河南省洛阳市人民法院，为县级人民法院。1955年9月27日该院改为河南省洛阳市中级人民法院，森蔚任院长。

## 机构设置

### 审判机构
- 立案一庭
- 立案二庭
- 刑事审判第一庭
- 刑事审判第二庭
- 刑事审判第三庭
- 民事审判第一庭
- 民事审判第二庭
- 民事审判第三庭
- 民事审判第四庭
- 民事审判第五庭
- 行政审判庭
- 破产审判庭
- 知识产权审判庭
- 未成年人案件综合审判庭
- 执行局
- 审判监督庭[3]

### 其他机构
- 政治部
- 组织教育处
- 宣传处
- 党建指导处
- 行政装备处
- 综合处
- 办公室
- 研究室
- 督察室
- 纪检组
- 司法警察大队
- 司法技术鉴定处

## 历任领导
| 院长 副院长 | 党组书记 |

## 知名案例
- 2003年5月的一起民事案件中，审判长李慧娟认定《河南省农作物种子管理条例》的部分条款因抵触《中华人民共和国种子法》而不具备法律效力，遭到河南省人民代表大会强烈指责，史称“河南种子案”。
- 2012年11月30日，对“洛阳性奴案”作出一审宣判，以故意杀人罪判处被告人李浩死刑，与强奸罪、强迫卖淫罪、非法拘禁罪数罪并罚后，决定执行死刑。
- 2019年8月19日，对“殴打20年前班主任”案作出二审判决，维持原判。

## 对应基层人民法院
- 河南省洛阳市老城区人民法院
- 河南省洛阳市西工区人民法院
- 河南省洛阳市瀍河回族区人民法院
- 河南省洛阳市涧西区人民法院
- 河南省洛阳市吉利区人民法院
- 河南省洛阳市洛龙区人民法院
- 河南省偃师市人民法院
- 河南省孟津县人民法院
- 河南省新安县人民法院
- 河南省栾川县人民法院
- 河南省嵩县人民法院
- 河南省汝阳县人民法院
- 河南省宜阳县人民法院
- 河南省洛宁县人民法院
- 河南省伊川县人民法院
- 洛阳高新技术产业开发区人民法院